# Dracula cordobae
Dracula cordobae là một loài lan.